# ایگرمانت، ایوینس
ایگرمانت، ایوینس (به فرانسوی: Aigremont, Yvelines) یک کمون در فرانسه است که در Canton of Saint-Germain-en-Laye-Sud واقع شده‌است.

## خصوصیات
ایگرمانت ۴٫۰۰ کیلومترمربع مساحت و ۱٬۰۸۶ نفر جمعیت دارد و ۱۲۰ متر بالاتر از سطح دریا واقع شده‌است.